# Щерба Микола Антонович
Микола Антонович Щерба (16 вересня 1941, село Городовичі, нині Старосамбірський район, Львівська область — 27 вересня 2019, місто Самбір) — український художник, педагог. Член Спілки дизайнерів України.

## Життєпис
Народився Микола Щерба 16 вересня 1941 року на Львівщині, в с. Городовичі Старосамбірського району, в родині ремісника. Художню освіту здобував у яворівській школі художніх ремесел (нині — художнє професійно-технічне училище № 14 в смт. Івано-Франкове).

Наприкінці 1960-х років навчався на художньо-графічному факультеті Одеського державного педагогічного інституту імені К. Д. Ушинського, де у нього викладали такі викладачі, як: Єфименко В. Г. — композиція і тимчасово живопис та рисунок, Гармізе Л. Я. та Бекер — графіку. У Вітольда Манастирського був на стажуванні у Львові, а у його батька Антона Івановича — на підготовчих курсах рисунку та живопису. Ще навчаючись в одеському виші, як дипломну роботу, виставив на захист власний графічний триптих «Бойківське весілля».

По закінченню Микола Щерба розпочав свою діяльність як учитель образотворчого мистецтва, спочатку у середній школі № 2, згодом перейшов до неповної середньої школи № 3 міста Самбора. У 1966 році, перейшов на роботу в Самбірське педагогічне училище (нині Самбірський державний педагогічний коледж імені Івана Филипчака), де останнього дня життя працював викладачем рисунка, живопису та методики викладання образотворчого мистецтва. Започаткований ним 1992 року в училищі відділ образотворчого мистецтва та художньої праці став справжньою кузнею молодих педагогічних кадрів, які формуватимуть естетичний світ підростаючого покоління в різних куточках України. Ще одним важливим моментом із його біографії є те, що він у 1992 році на базі педагогічного коледжу імені Івана Филипчака заснував та очолив відділ, який готує вчителів образотворчого мистецтва та художньої праці для основної школи.

Микола Щерба творчо працював в жанрі станкової графіки та малярства. Учасник збірних виставок у Москві (1962), Одесі (1972), Львові (1988), Самборі (1981, 1988, 1990). Мав персональні виставки у Самборі (1995), Стрию (1996), Дрогобичі (1997), Трускавці (І998).

За сумлінну працю удостоєний звання викладача-методиста, нагороджений значком «Відмінник освіти України». Микола Щерба — член науково-методичної ради з образотворчого мистецтва при Міністерстві освіти та науки України, автор та співавтор низки програм та практикумів із художньо-графічних дисциплін для вищих навчальних закладів І і II рівнів акредитації, член Спілки дизайнерів України.
 
27 вересня 2019 року, на 79-му році життя Микола Антонович Щерба відійшов у вічність.

## Творчість
Твори художника різноманітні за жанром і тематикою виконання. Тематичні аркуші «Козачий пікет», «Берестечко», «Отчий світильник», «Небесний вершник», «Недільні музики» — це образи-візії, в яких Микола Щерба відходить від реалістичної манери зображення і звертається до світу невидимого, що існує лише в уяві та в спогадах. Це історичні мотиви, в яких минуле і сучасне, близьке і далеке зливається в єдиний цілісний організм. У його зимовому фольклорі: «Січень-січовик», «Віхола», «Сію, сію», «Різдвяне видиво», «Коляда», «Вічная новина». Це зворушливе переплетіння народних свят, обрядів та звичаїв, трактованих на міфологічній основі.

Портретів у доробку мистця небагато: «Бабусин біль», «Яблунева осінь», «Чорнулька», «Княгиня», «Мама», «Ром». Вони вирізняються узагальненнями, інколи носять ескізний характер. Це жіночі та чоловічі обличчя, погляди яких звернені десь у себе, у зболену душу, сповнену туги, страждань і надії.

До натюрмортів мистець звертається дуже рідко, але й ті, що виставляються, заслуговують уваги. Вони закомпоновані у простий, безпретензійний спосіб, ніби занурені у м'яке світло, виглядають, як тиха сповідь і туга за красою людських почувань.
Є у творчому доробку мистця і такі твори, як «Сатанізм», «Спаси, Господи», «Епілог» та інші, де змішуються часи, події, люди, і все це про нас — про пережиті страшні часи тоталітаризму, які сприймаються з жахом, про наші сучасні духовні потреби.

Композиції творів Миколи Щерби чіткі, відзначаються простотою та особливою колірною насиченістю, прагненням до узагальнень, характерною стилістичною мовою та довершеністю. Тонкий ліризм і задушевність віють від кожного твору мистця - часто вони звучать, як музичні імпровізації. Скромна, цілеспрямована і працьовита особа, яка упродовж тридцяти років художньої діяльності не прагнула будь-що здивувати глядача незвичними, екзотичними ракурсами, а наполегливо, з глибоким хвилюванням і відчуттям, відтворює мальовничі куточки рідного бойківського краю, його традиції, звичаї та культуру.